# Cupaniopsis cooperorum
Cupaniopsis cooperorum là một loài thực vật có hoa trong họ Bồ hòn. Loài này được P.I.Forst. mô tả khoa học đầu tiên năm 2002.